# Herman Hedning (tecknad serie)
Herman Hedning är en tecknad serie av Jonas Darnell som utspelar sig i pseudoförhistorisk tid. Herman Hedning lever i en värld befolkad av bland annat apor och dinosaurier, samt bibliska figurer som Adam och Eva, Djävulen och Gud. Serien är huvudserie i serietidningen Herman Hedning. 
Serien går ofta ut på en konflikt mellan den grova och elaka huvudpersonen Herman Hedning och de betydligt snällare figurerna Lilleman och Gammelman.
Serien har inslag av metaserie, då figurerna ibland träffar tecknaren Darnell. Ofta för att uttrycka sitt missnöje med serien.

## Huvudkaraktärer
I centrum för serien står tre huvudfotingar:
- Herman Hedning - Den grova, elaka och svinaktiga huvudpersonen som slåss, äter och super. Tillbringar för det mesta sin tid med att skada Lilleman. Han är beväpnad med en egentillverkad spikklubba av ärke-ek, vilket är ett ärkehårt träslag som alltid växer i mitten av skogen.
- Lilleman - Snäll, naiv och lättlurad vegetarian som älskar djur och natur. Har svart bälte i plockepinn och vegetarism. Trots Lillemans snällhet så finns ett litet sting av elakhet i honom när han finner sig vara i överläge mot Herman. Detta visas speciellt i nr (4/05) "Bakis och Skakis" då han spelar säckpipa när Herman lider av en fruktansvärd baksmälla.
- Gammelman - Skäggig, klok, något egocentrisk karaktär och vetenskapsman som uppfinner allt från hjulet till botemedel mot baksmälla. Gammelman ser ofta sig själv vara på ett mycket högre plan än Lilleman och Herman och brukar ofta reta sig fruktansvärt på att dessa två ständigt spöar varandra. Detta har flera gånger lett till att han vill lämna dem för att utföra vetenskapliga studier, men detta har av olika anledningar aldrig blivit av. Till exempel så gjorde Herman vid ett tillfälle en hundra meter lång julgirlang av Gammelmans luftballong. En rolig hemlighet som många inte vet är att Gammelmans skägg egentligen är transplanterad piggsvinsborst.

De tre karaktärerna är löst baserade på de tre huvudfigurerna i den amerikanska humorserien Kvast-Hilda.

## Övriga karaktärer
- Skaparen - En sorts parodi på Gud. Licensierad skapare och den senilaste av alla gudar i den lokala skaparföreningen. Han har liksom Gammelman ett karakteristiskt skägg och ett svart anonymitets-streck för ögonen (en parodi på att Gud enligt Bibeln aldrig visar sitt ansikte). Skaparen ser världen som sin privata sandlåda och tycker om att plåga personerna i serien, något som han alltid försvarar genom att hävda sin outgrundlighet. Dock har de förändringar Skaparen gör ofta sådana nackdelar med sig att han nödgas återställa världen till en tidigare säkerhetskopia.
- Djävulen - Djävulen är den stora skurken (förutom Herman) och härskare över helvetet. Troligen en halvgud och kan frambesvärja onda ting efter behag. Han kommer hela tiden upp med nya planer på hur han ska få Herman, Lilleman och Gammelman att sälja sina själar till honom. Påminner till utseendet mycket om Överste Gyllenskalp i 91:an.
- Dinosaurien Ragnar - Hermans enda vän. En bitter, alkoholiserad dinosaurie som är mycket mindre än de andra dinosaurierna. Älskar att "spöa försvarslösa smådjur" och att supa med Herman.
- Aporna - Aporna vägrar inse att de kanske inte är de enda smarta varelserna som finns. Älskar att utöva beteendeforskning på bland annat Herman. De har en förkärlek för alla slags djurförsök på "primitiva arter", ju plågsammare desto bättre! Apornas närmaste släktingar är Gorillorna från norr, tidigare lismande affärsapor i teflonkostymer men som på senare tid övergett den livsstilen till förmån för lite rustikare, vikingainspirerad, stil.
- Urkackerlackorna är onda förhistoriska kackerlackor som eftersträvar världsherravälde. Deras hårda skal gör dem, till Hermans stora förtret, praktiskt taget osårbara.
- Urgrodorna - Förhistoriska grodor. Herman älskar grodlår som han tillagar på urgrodorna. Grodorna försöker förtvivlat komma undan genom kamouflagetrick, men är oftast så klantiga att de blir fångade ändå.
- Jättar - Stora tröga människoliknande individer som roar sig med att dricka jästa drycker och slå varandra på käften. Deras ledare "alfajätten" är den som har den fulaste och roligaste tröjan. Skapades för att göra grovgörat i tidernas begynnelse och var designade just för denna uppgift. De kan inte reproducera sig då det inte finns hon- eller han-jättar och efter att de inte längre behövdes så får de leva tills de alla har gått åt. Hatar värme och vistas hellre i vinterklimat.
- Apokalypsen - En parodi på Apokalypsen, gjord som en senig mager grön figur i rustning och stridshjälm. Skapad av Urhjärnan i ett skolprojekt för länge sedan. Han är den som har det galaxtiska schackbrädet. Apokalypsens stora akilleshäl är att om han uttalar sitt eget namn fel så teleporteras han tillbaka till sin bas på månen.
- Odjuret - En stor svart groda som har siffrorna 666 tatuerade på bröstet. Odjuret föddes ur Hermans arsle när han hade ätit grodägg (i brist på kaviar). Odjurets huvuduppgift är att vara (som han själv uttrycker det) "Så jävla ond" och han tar den uppgiften på så stort allvar att det nästan blir löjligt. Odjuret har en förkärlek för att göra illusioner av folks drömobjekt och sedan förvandla dem till bajs.
- Klustero - de kiselbaserade livsformernas skapare. Klarade dock aldrig av att få skaparlicens vilket han alltid varit bitter över. I tidernas begynnelse, för skitlänge sedan, skapade han personligt anpassade skapelsedatorer och administrationsverktyg åt de licensierade gudarna och kopplade ihop dessa med en server. Genom denna kunde han i lönndom ta kontrollen över skapelseprocesserna men blev påkommen och inlåst i ett svart hål. Då gudarna inte vågade stänga av servern av rädsla för konsekvenserna så behöll Klustero ändå viss kontroll över systemet, vilket han nyttjat då och då.
- Döden - från början en ilsken hamster, har hand om bokföringen av avlidna ting. Har utvecklat verksamheten genom urtiden och delegerar en del uppgifter till andra, såsom skogsdöden, trafikdöden och fiskdöden. Uppfyller en viktig funktion ty om uppgiften inte utfördes skulle växter och djur inte kunna dö och då skulle ju världen gå under. Hobby: Matlagning.
- Urhjärnan - Ur månen, som alla vet består av rent ister, föddes urhjärnan, som sedan skapade världsalltet, inklusive gudarna, men detta förnekas dock av gudarna själva. Som alla gudar är urhjärnan odödlig.

## Föremål i serien
Det galaktiska schackbrädet är ett av de bräden som skaparen och hans medgudar använde för att styra universum. Det galaktiska schackbrädet användes för att slumpmässigt förstöra världar. Det föll på Dödens lott att ta hand om detta. Men han visade sig vara en usel schackspelare. Schackbrädet figurerade för första gången i album nummer 3/07 - Schack matt.
The holy laptop är ett föremål som skaparen har och som är med i en serie där Lilleman lånar den eftersom han sågs som mest lämplig av de tre huvudpersonerna. Urdatorn försöker senare ta över världen, men misslyckas, eftersom Herman som blivit förvandlad till en fågel skiter på Urdatorn.

## Popularitet
Serien publiceras i Sverige, Norge och Finland.

## Publiceringshistoria
Serien dök första gången upp i Fantomentidningen 1988 (nr 1) under namnet "Herman Hedning & Co". Den var då svartvit och publicerades i form av 2-stripps halvsidor på ledarsidan, som sedan började publiceras två och två. Halvsidorna växte så småningom ibland ut till helsidor. Ganska snart kom också historier som spände över flera nummer, dock med en klar poäng i varje avsnitt. Serien gick över till färg samtidigt som tidningen Fantomen i övrigt gjorde det 1991. 
I samband med att serien fick en egen tidning blev huvudserien allt längre, och stabiliserade sig så småningom till 10 helsidor.  

## Serieguide
Serierna har individuella koder, där halv- och helsidornas kod startar med HH och de längre serierna startar med HED. 
Avsnitt som publicerats i tidningen Herman Hedning och dess systertitlar i kronologisk ordning:
| Nr      | Titel                                                 | Publicering                            |
| ------- | ----------------------------------------------------- | -------------------------------------- |
| HED 1   | Utan titel                                            | Herman Hedning nr 1/1998               |
| HED 2   | Utan titel                                            | Herman Hedning nr 1/1998               |
| HED 3   | Utan titel                                            | Herman Hedning nr 1/1998               |
| HED 4   | "Grodlår & ärthjärnor"                                | Herman Hedning nr 2/1998               |
| HED 5   | Utan titel                                            | Herman Hedning nr 2/1998               |
| HED 6   | Utan titel                                            | Herman Hedning nr 1/1999               |
| HED 7   | Utan titel                                            | Herman Hedning nr 1/1999               |
| HED 8   | Utan titel                                            | Herman Hedning nr 1/1999               |
| HED 9   | "Kampen mot ur-iglarna fortsätter"                    | Herman Hedning nr 2/1999               |
| HED 10  | Utan titel                                            | Herman Hedning nr 2/1999               |
| HED 11  | Utan titel                                            | Herman Hedning nr 2/1999               |
| HED 12  | Utan titel                                            | Herman Hedning nr 2/1999               |
| HED 13  | Utan titel                                            | Herman Hedning nr 2/1999               |
| HED 14  | "Stora grodkriget"                                    | Herman Hedning nr 3/1999               |
| HED 15  | Utan titel                                            | Herman Hedning nr 3/1999               |
| HED 16  | Utan titel                                            | Herman Hedning nr 3/1999               |
| HED 17  | Utan titel                                            | Herman Hedning nr 3/1999               |
| HED 18  | Utan titel                                            | Herman Hedning nr 3/1999               |
| HED 19  | Utan titel                                            | Herman Hedning nr 4/1999               |
| HED 20  | Utan titel                                            | Herman Hedning nr 4/1999               |
| HED 21  | Utan titel                                            | Herman Hedning nr 4/1999               |
| HED 22  | Utan titel                                            | Herman Hedning nr 4/1999               |
| HED 23  | Utan titel                                            | Herman Hedning nr 5/1999               |
| HED 24  | Utan titel                                            | Herman Hedning nr 5/1999               |
| HED 25  | Utan titel                                            | Herman Hedning nr 5/1999               |
| HED 26  | Utan titel                                            | Herman Hedning nr 5/1999               |
| HED 27  | Utan titel                                            | Herman Hedning nr 5/1999               |
| HED 28  | Utan titel                                            | Herman Hedning nr 5/1999               |
| HED 29  | "En julhistoria"                                      | Herman Hedning nr 6/1999               |
| HED 30  | "Dumskalledagssekten"                                 | Herman Hedning nr 1/2000               |
| HED 31  | "En... öh, epilog?"                                   | Herman Hedning nr 1/2000               |
| HED 32  | "Glad påsk, din lille fjant"                          | Herman Hedning nr 2/2000               |
| HED 33  | "Ur-olympiaden"                                       | Herman Hedning nr 3/2000               |
| HED 34  | "Fan i helvetet"                                      | Herman Hedning nr 4/2000               |
| HED 35  | "Havets hämnare"                                      | Herman Hedning nr 5/2000               |
| HED 36  | "Metalloiderna anfaller"                              | Herman Hedning nr 6/2000               |
| HED 37  | "Matrizk"                                             | Herman Hedning nr 7/2000               |
| HED 38  | "Snömos i paradiset"                                  | Herman Hedning nr 8/2000               |
| HED 39  | "Dr. Krankensteins missfoster"                        | Herman Hedning nr 1/2001               |
| HED 40  | "Vädermaskinen"                                       | Herman Hedning nr 2/2001               |
| HED 41  | "Tristessens tivoli"                                  | Herman Hedning nr 3/2001               |
| HED 42  | "Spelar roll"                                         | Herman Hedning nr 4/2001               |
| HED 43  | "Kvarkvirusen anfaller!"                              | Herman Hedning nr 5/2001               |
| HED 44  | "Stoppa pressarna"                                    | Herman Hedning nr 6/2001               |
| HED 45  | "Ur-kackerlackorna slår tillbaka"                     | Herman Hedning nr 7/2001               |
| HED 46  | "Det fullkomliga frispelet"                           | Herman Hedning nr 8/2001               |
| HED 47  | "Ur-datorn - Tillbaka och ondare"                     | Herman Hedning nr 1/2002               |
| HED 48  | "Sagan om ringmuskeln"                                | Herman Hedning nr 2/2002               |
| HED 49  | "Den stora ägglossningen"                             | Herman Hedning nr 3/2002               |
| HED 50  | "Ur-hjärnan"                                          | Herman Hedning nr 4/2002               |
| HED 51  | "Draksmällan"                                         | Herman Hedning nr 5/2002               |
| HED 52  | "Mobil megalomani"                                    | Herman Hedning nr 6/2002               |
| HED 53  | "Atlantis hemlighet"                                  | Herman Hedning nr 7/2002               |
| HED 54  | "Midvinterblot - Barbarerna anfaller"                 | Herman Hedning nr 8/2002               |
| HED 55  | "Pandoradepartementet"                                | Herman Hedning nr 1/2003               |
| HED 56  | "Märk hur vår skugga..."                              | Herman Hedning nr 2/2003               |
| HED 57  | "Antagonis Antarctica"                                | Herman Hedning nr 3/2003               |
| HED 58  | "Hermans ark"                                         | Herman Hedning nr 4/2003               |
| HED 59  | "Eld & plågor"                                        | Herman Hedning nr 5/2003               |
| HED 60  | "Sagan om de två stjärthålen"                         | Herman Hedning nr 6/2003               |
| HED 61  | "Själlösa Grand Prix"                                 | Herman Hedning nr 7/2003               |
| HED 62  | "Julklubban"                                          | Herman Hedning nr 8/2003               |
| HED 63  | "Dödluvan"                                            | Herman Hedning nr 1/2004               |
| HED 64  | "Sopsyndromet"                                        | Herman Hedning nr 2/2004               |
| HED 65  | "Lagidrottens olidliga kärna"                         | Herman Hedning nr 3/2004               |
| HED 66  | "Full metal helvete"                                  | Herman Hedning nr 4/2004               |
| HED 67  | "Döden i grytan"                                      | Herman Hedning nr 5/2004               |
| HED 68  | "Fisk och kry"                                        | Herman Hedning nr 6/2004               |
| HED 69  | "Kräk för sin hatt"                                   | Herman Hedning nr 7/2004               |
| HED 70  | "Karmageddon"                                         | Herman Hedning nr 1/2005               |
| HED 71  | "Graalhunger"                                         | Herman Hedning nr 2/2005               |
| HED 72  | "Tidsparanorsk"                                       | Herman Hedning nr 3/2005               |
| HED 73  | "Bakis & skakis"                                      | Herman Hedning nr 4/2005               |
| HED 74  | "Lufthuvudet i det blå"                               | Herman Hedning nr 5/2005               |
| HED 75  | "Floddagjämning"                                      | Herman Hedning nr 6/2005               |
| HED 76  | "RoboCrop"                                            | Herman Hedning nr 7/2005               |
| HED 77  | "Ondska online"                                       | Herman Hedning nr 1/2006               |
| HED 78  | "Totalitärt tarmvred"                                 | Herman Hedning nr 2/2006               |
| HED 79  | "Öken"                                                | Herman Hedning nr 3/2006               |
| HED 80  | "Fyra asar och ett bröllop"                           | Herman Hedning nr 4/2006               |
| HED 81  | "Flugornas farmor"                                    | Herman Hedning nr 5/2006               |
| HED 82  | "IsterWars"                                           | Herman Hedning nr 6/2006               |
| HED 83  | "Dragon noir"                                         | Herman Hedning nr 7/2006               |
| HED 84  | "Vräkt ur helvetet"                                   | Herman Hedning nr 1/2007               |
| HED 85  | "Alltid redo"                                         | Herman Hedning nr 2/2007               |
| HED 86  | "Schack matt"                                         | Herman Hedning nr 3/2007               |
| HED 87  | "Veganterror och genvägar"                            | Herman Hedning nr 4/2007               |
| HED 88  | "Semesterkollaboratörerna"                            | Herman Hedning nr 5/2007               |
| HED 89  | "Tvillingterror"                                      | Herman Hedning nr 6/2007               |
| HED 90  | "Läkare utan känslor"                                 | Herman Hedning nr 7/2007               |
| HED 91  | "Granbergeri, Granbergera"                            | Herman Hedning nr 8/2007               |
| HED 92  | "En tjuga i nyllet"                                   | Herman Hedning nr 1/2008               |
| HED 93  | "Sagan om Jarn - Tempelriddaren"                      | Herman Hedning nr 2/2008               |
| HED 94  | "Ohygglig ohyra"                                      | Herman Hedning nr 3/2008               |
| HED 95  | "Slakten på den löjliga hatten"                       | Herman Hedning nr 4/2008               |
| HED 96  | "Äljen - I rymden kan ingen höra dig skita"           | Herman Hedning nr 5/2008               |
| HED 97  | "Spöksmällan"                                         | Herman Hedning nr 6/2008               |
| HED 98  | "Mördande reklam"                                     | Herman Hedning nr 7/2008               |
| HED 99  | Utan titel                                            | Herman Hedning nr 8/2008               |
| HED 100 | "Zombierobotarna anfaller!!"                          | Herman Hedning nr 1/2009               |
| HED 101 | "Strykfritt"                                          | Herman Hedning nr 2/2009               |
| HED 102 | "Skam på torra land"                                  | Herman Hedning nr 3/2009               |
| HED 103 | "Kalabalikens pirater -svarta pärlans förbannelse"    | Herman Hedning nr 4/2009               |
| HED 104 | "Ett fall för Fan; Lucifer Satansson"                 | Herman Hedning Specialnummer nr 1/2009 |
| HED 105 | "Яevolution"                                          | Herman Hedning nr 5/2009               |
| HED 106 | "Harry Pottmakaren -En förtrollande historia"         | Herman Hedning nr 6/2009               |
| HED 107 | "Låt det rätta komma in"                              | Herman Hedning nr 7/2009               |
| HED 108 | "Den mörkaste framtid är vår"                         | Herman Hedning nr 1/2010               |
| HED 109 | "Köttätarkataklysm"                                   | Herman Hedning nr 2/2010               |
| HED 110 | "Super Mario Full Metal Grand Slam Tilt"              | Herman Hedning nr 3/2010               |
| HED 111 | "Urkvinnlig synvinkel"                                | Herman Hedning nr 4/2010               |
| HED 112 | "Fatman Begins"                                       | Herman Hedning nr 5/2010               |
| HED 113 | "De svåra åren"                                       | Herman Hedning Sommarspecial nr 1/2010 |
| HED 114 | "Endast tomten är naken"                              | Herman Hedning Julalbum 2010           |
| HED 115 | "Dark knight returns"                                 | Herman Hedning nr 6/2010               |
| HED 116 | "Stjärn Träck -skapelsens slutmuskel"                 | Herman Hedning nr 7/2010               |
| HED 117 | "Den stora svampkonspirationen"                       | Herman Hedning nr 8/2010               |
| HED 118 | "Julens fasansfulla rötter"                           | Herman Hedning nr 9/2010               |
| HED 119 | "Vampyrer suger"                                      | Herman Hedning nr 1/2011               |
| HED 120 | "Vinter-vidrigt"                                      | Herman Hedning nr 2/2011               |
| HED 121 | "Allt, precis jävla allt, hänger ihop!"               | Herman Hedning nr 3/2011               |
| HED 122 | "Kärleken är blind, döv och luktar ganska illa"       | Herman Hedning nr 4/2011               |
| HED 123 | "Hämnd ska avnjutas stekhet och omedelbart"           | Herman Hedning nr 5/2011               |
| HED 124 | "Apterror!"                                           | Herman Hedning Sommarspecial nr 1/2011 |
| HED 125 | "Att angöra ett bryggeri"                             | Herman Hedning nr 6/2011               |
| HED 126 | "Julborderline"                                       | Herman Hedning Julalbum 2011           |
| HED 127 | "De nya drakarna"                                     | Herman Hedning nr 7/2011               |
| HED 128 | "Den Antroposofiska apokalypsen"                      | Herman Hedning nr 8/2011               |
| HED 129 | "När skiten träffar fläkten"                          | Herman Hedning nr 9/2011               |
| HED 130 | "Pudelns kärna"                                       | Herman Hedning nr 1/2012               |
| HED 131 | "Inte husses hund"                                    | Herman Hedning nr 2/2012               |
| HED 132 | "Klusteros kataklysm"                                 | Herman Hedning nr 3/2012               |
| HED 133 | "Big Bang - tur och retur"                            | Herman Hedning nr 4/2012               |
| HED 134 | "En midsommarnatts-mardröm"                           | Herman Hedning nr 5/2012               |
| HED 135 | Utan titel                                            | Herman Hedning Julalbum 2012           |
| HED 136 | "Jakten mot den apokalyptiska nollpunkten"            | Herman Hedning nr 6/2012               |
| HED 137 | "Världssmärta!"                                       | Herman Hedning nr 7/2012               |
| HED 138 | "I österled!"                                         | Herman Hedning nr 8/2012               |
| HED 139 | ?                                                     | Herman Hedning nr 1/2013               |
| HED 140 | "Miffot - en onödig resa"                             | Herman Hedning nr 2/2013               |
| HED 141 | "Mörkrets fjärtar"                                    | Herman Hedning nr 3/2013               |
| HED 142 | "Death race 2013"                                     | Herman Hedning nr 4/2013               |
| HED 143 | "Anden i flaskan"                                     | Herman Hedning nr 5/2013               |
| HED 144 | "Hotet från underjäsningen"                           | Herman Hedning nr 6/2013               |
| HED 145 | "Gladiatorn"                                          | Herman Hedning nr 7/2013               |
| HED 146 | "Det ovilliga villebrådet"                            | Herman Hedning nr 8/2013               |
| HED 147 | "På julafton kan alla höra dig skrika"                | Herman Hedning Julalbum 2013           |
| HED 148 | "Hibernera mera!"                                     | Herman Hedning nr 1/2014               |
| HED 149 | ?                                                     | Herman Hedning nr 2/2014               |
| HED 150 | "Rövhålsresor AB"                                     | Herman Hedning nr 3/2014               |
| HED 151 | "Den galaktiske gourmanden"                           | Herman Hedning nr 4/2014               |
| HED 152 | "Proparanoia"                                         | Herman Hedning nr 5/2014               |
| HED 153 | "Full metal festival"                                 | Herman Hedning nr 6/2014               |
| HED 154 | "Miffot, bajsdemonen och konsten att skriva en roman" | Herman Hedning nr 7/2014               |
| HED 155 | "Platt fall"                                          | Herman Hedning nr 8/2014               |
| HED 156 | "Julbockens hämnd!"                                   | Herman Hedning Julalbum 2014           |
| HED 157 | "Den här fete jäveln kommer att lämna dig gråtande!"  | Herman Hedning nr 1/2015               |
| HED 158 | ?                                                     | Herman Hedning nr 2/2015               |
| HED 159 | "Allergi avdagio"                                     | Herman Hedning nr 3/2015               |
| HED 160 | ?                                                     | Herman Hedning nr 4/2015               |
| HED 161 | "Katastrofkollo"                                      | Herman Hedning nr 5/2015               |
| HED 162 | "Hermanix och hans skakande galler!"                  | Herman Hedning nr 6/2015               |
| HED 163 | "Muterad elementär mutjakt"                           | Herman Hedning nr 7/2015               |
| HED 164 | "Årets julklapp?"                                     | Herman Hedning nr 8/2015               |
| HED 165 | "Full metal julbang!"                                 | Herman Hedning Julalbum 2015           |
| HED 166 | "Monstret i Sherwoodskogen!"                          | Herman Hedning nr 1/2016               |
| HED 167 | "The faeces awakens!"                                 | Herman Hedning nr 2/2016               |
| HED 168 | "Ölets väg!"                                          | Herman Hedning nr 3/2016               |
| HED 169 | "Festivalfrossa!"                                     | Herman Hedning nr 4/2016               |
| HED 170 | "Herman Goo - En mardrömsresa in i evigheten!         | Herman Hedning nr 5/2016               |
| HED 171 | "Högtid går före fall!"                               | Herman Hedning nr 6/2016               |
| HED 172 |                                                       | Herman Hedning nr 7/2016               |
| HED 173 |                                                       | Herman Hedning nr 8/2016               |
| HED 174 | "Tjugofem jular i ditt ansikte!"                      | Herman Hedning Julalbum 2016           |
| HED 175 |                                                       |                                        |
| HED 176 |                                                       |                                        |
| HED 177 |                                                       |                                        |
| HED 178 |                                                       |                                        |
| HED 179 |                                                       |                                        |
| HED 180 |                                                       |                                        |
| HED 181 |                                                       |                                        |
| HED 182 |                                                       |                                        |
| HED 183 |                                                       |                                        |
| HED 184 |                                                       |                                        |
| HED 185 |                                                       |                                        |
| HED 186 |                                                       |                                        |
| HED 187 | "Domedag"                                             | Herman Hedning nr 6/2018               |
| HED 188 | "Epiludium"                                           | Herman Hedning nr 6/2018               |

## Julalbum
Lista över julalbum med Herman Hedning:
- 1. (Ingen titel)
- 2. Samlade Sattyg
- 3. (Ingen titel)
- 4. Dumskallarnas julafton
- 5. Bängsäckar och tomteskägg
- 6. Skithögarnas konung
- 7. Landstormens lilla arsle
- 8. Universums ärkeufo
- 9. Urdatorns hämnd
- 10. Tiofaldigt totalkaos!
- 11. Elvafaldig enfald!
- 12. Tolvfingertarmen klämtar för dig!
- 13. En olycka kommer sällan ensam...
- 14. På toppen av näringskedjan!
- 15. Femton ton ister i rampljuset!
- 16. Julmörkrets hjärta
- 17. Medeltidens lilla mjältbrand
- 18. Det odontologiska odjuret
- 19. Grisaktiga svinerier
- 20. Bättre en tjuga i foten än tio i ansiktet
- 21. Djävulstyg i julgranen
- 22. Katastrofen är serverad
- 23. Julbockens hämnd

## Samlingsalbum
Samlingsalbum med Herman Hedning:
- Herman Hedning & Co: En fet, dryg med extra allt! : 10 år av sattyg, sinnesslöhet och svordomar! (1998)[3] samling av serierna 1988-1998.
- Herman Hedning & Co: Kaos i dumskallefabriken : 16,66 år av konflikter, kakafoni och krångel! (2004)[4] samling av serierna 1998-2004.
- Herman Hedning : Samlade serier 1998-2000 (2008)[5]
- Herman Hedning : Samlade serier 2000-2001 (2009)[6]
- Herman Hedning: : Samlade serier 2001-2002 (2010)[7]
- Herman Hedning : Samlade serier 2002-2003 (2011)[8]
- Herman Hedning : Samlade Serier 2003-2004 (2012)[9]
- Herman Hedning : Samlade Serier 2004-2005 (2013)[10]
- Herman Hedning : Samlade serier 2005-2006 (2014)[11]
- Prekampbrium (2016) samling av serierna 1988-1998[12]
- Svammelsurium (2017) samling av serierna 1999-2001[13]
- Egocentrium (2018) samling av serierna 2001-2004[14]
- Imbecillium  (2019) samling av serierna 2004-2007[15]
- Apokalypticum (2020) samling av serierna 2007-2010[16]

## Böcker
- Bitter & Kränkt: Herman Hednings stora seriebok om öl (2014)[17]
- Beer, Brewing & Bastards – Herman Hednings brutalkompletta seriebok om öl tillsammans med Peter M Eronsson (2017)[18]